# تيرنس تراميل
تيرنس تراميل (بالإنجليزية: Terrence Trammell)‏ مواليد 23 نوفمبر 1978، هو قافز حواجز أمريكي. شارك في دورة الألعاب الأولمبية وحصل على الميدالية الفضية.

## الميداليات
| الميدالية | المسابقة                                    |
| --------- | ------------------------------------------- |
| فضية      | الألعاب الأولمبية الصيفية 2000              |
| فضية      | الألعاب الأولمبية الصيفية 2004              |
| فضية      | بطولة العالم لألعاب القوى 2003              |
| فضية      | بطولة العالم لألعاب القوى 2007              |
| فضية      | بطولة العالم لألعاب القوى 2009              |
| ذهبية     | بطولة العالم لألعاب القوى داخل الصالات 2001 |
| ذهبية     | بطولة العالم لألعاب القوى داخل الصالات 2006 |
| فضية      | بطولة العالم لألعاب القوى داخل الصالات 2010 |
| ذهبية     | الألعاب الجامعية الصيفية 1999               |

## روابط خارجية
- تيرنس تراميل على موقع الاتحاد الدولي لألعاب القوى (الإنجليزية)
- تيرنس تراميل على موقع الاتحاد الأمريكي لسباقات المضمار والميدان (الإنجليزية)
- تيرنس تراميل على موقع الدوري الماسي (الإنجليزية)
- تيرنس تراميل على موقع اللجنة الأولمبية الدولية (الإنجليزية)
- تيرنس تراميل على موقع أوليمبيديا (الإنجليزية)
- تيرنس تراميل على موقع اللجنة الأولمبية والبارالمبية الأمريكية (الإنجليزية)